# Синсон, Шемен
Шемен Синсон (фр. Chemene Sinsón, род. 10 марта 1964) — барбадосская синхронистка. Участница летних Олимпийских игр 1984 года, бронзовый призёр Игр Центральной Америки и Карибского бассейна 1986 года.

## Биография
Шемен Синсон родилась 10 марта 1964 года.
В 1984 году вошла в состав сборной Барбадоса на летних Олимпийских играх в Лос-Анджелесе. В категории соло успешно преодолела отборочный показ фигур, после чего заняла 11-е место в квалификации, набрав 167,184 балла и уступив 10,799 балла худшей из попавших в финал Карин Зингер из Швейцарии.
Синсон — единственная барбадосская синхронистка, выступавшая на Олимпийских играх.
В 1986 году завоевала бронзовую медаль Игр Центральной Америки и Карибского бассейна в Сантьяго-де-лос-Трейнта-Кабальерос в категории соло, уступив Ане Амикарелье из Колумбии и Лурдес Кандини из Мексики. Других участниц в турнире не было.